# Утулик (станция)
Утули́к — станция Восточно-Сибирской железной дороги на Транссибирской магистрали в Слюдянском районе Иркутской области.
Относится к Улан-Удэнскому региону Восточно-Сибирской железной дороги. Находится на расстоянии 5339 километров от Москвы в посёлке Утулик.
Станция построена в 1905 году на Кругобайкальском участке Забайкальской железной дороги.
Остановок поездов дальнего следования по станции нет.

## Пригородное сообщение по станции
| № поезда  | Маршрут движения                | № поезда  | Маршрут движения                |
| --------- | ------------------------------- | --------- | ------------------------------- |
| 6337/6335 | Выдрино — Иркутск-Сортировочный | 6334/6336 | Иркутск-Сортировочный — Выдрино |
| 6601      | Выдрино — Слюдянка I            | 6602      | Слюдянка I — Выдрино            |
| 6605      | Выдрино — Слюдянка I            | 6606      | Слюдянка I — Выдрино            |